# SASS
Sass (Syntactically Awesome Stylesheets) е език за каскадни шаблони, първоначално създаден от Хемптън Катлин и разработен от Натали Вейзенбаум. След първоначалните версии Вейзенбаум и Крис Епщайн продължават да разширяват Sass със SassScript, прост скриптов език, използван в Sass файловете.
Sass е предпроцесорен скриптов език, който се интерпретира или компилира в Cascading Style Sheets (CSS). В Sass се използва форматиране в блокове подобно на CSS. Използват се къдравите скоби за отделяне на блоковете код, както и точка и запетая за разделяне на командите в един блок. Кодът се запазва във файлове с разширения .sass и .scss. CSS3 съдържа серия от селектори и псевдоселектори за групиране на прилаганите към тях правила.
Официалната имплементация на Sass e open-source и работи с Ruby, но съществуват и други имплементации с PHP, както и високо продуктивната имплементация с езика C, наречена libSass. Има също така и Java имплементация, наречена JSass. Sass поддържа интеграция с Firefox разширението Firebug.
SassScript поддържа следните механизми: променливи, нестинг, миксини ((възможност за съхраняване и споделяне на декларации за CSS)) и селектор за наследяване.

## Променливи
Sass дава възможност да се дефинират променливи. Променливите започват със знака за долар ($). Присвояването на стойност на променливата става чрез двоеточие (:).
SassScript поддържа четири типа данни:
- Числов тип (включително единици)
- Низове (с кавички или без)
- Цветове (name, or names)
- Булев тип

Променливите могат да бъдат аргументи към или резултат от една или няколко възможни функции. По време на превода от Sass към CSS стойностите на променливите се пренасят в изходния CSS документ.
Код в SCSS стил:
```
$blue
:
 
#3bbfce
;

$margin
:
 
16
px
;

.content-navigation
 
{

  
border-color
:
 
$
blue
;

  
color
:
 
darken
(
$
blue
,
 
10
%
);

}

.border
 
{

  
padding
:
 
$
margin
 
/
 
2
;

  
margin
:
 
$
margin
 
/
 
2
;

  
border-color
:
 
$
blue
;

}

```

Код в SASS стил:
```
$blue
:
 
#3bbfce

$margin
:
 
16
px

.content-navigation

  
border-color
:
 
$blue

  
color
:
 
darken
(
$blue
,
 
10
%
)

.border

  
padding
:
 
$margin
/
2

  
margin
:
  
$margin
/
2

  
border-color
:
 
$blue

```

Горните примери ще се компилират до:
```
.
content-navigation
 
{

  
border-color
:
 
#3bbfce
;

  
color
:
 
#2b9eab
;

}

.
border
 
{

  
padding
:
 
8
px
;

  
margin
:
 
8
px
;

  
border-color
:
 
#3bbfce
;

}

```

## Влагане
CSS поддържа логическо влагане, но код блоковете не могат да се влагат един в друг. SAAS позволява влагане на код блоковете един в друг.
```
table
.hl
 
{

  
margin
:
 
2
em
 
0
;

  
td
.ln
 
{

    
text-align
:
 
right
;

  
}

}

li
 
{

  
font
:
 
{

    
family
:
 
serif
;

    
weight
:
 
bold
;

    
size
:
 
1
.3
em
;

  
}

}

```

Горният пример ще се компилира до:
```
table
.
hl
 
{

  
margin
:
 
2
em
 
0
;

}

table
.
hl
 
td
.
ln
 
{

  
text-align
:
 
right
;

}

li
 
{

  
font-family
:
 
serif
;

  
font-weight
:
 
bold
;

  
font-size
:
 
1.3
em
;

}

```

## Миксини
CSS не поддържа миксини. Всяко повторение на код трябва да се повтаря на всяко едно място. Миксините са части от кода, които съдържат някаква валидна Sass команда. Когато миксина бъде извикан, върнатият резултат се добавя на нужното място. Миксините позволяват ефективен и чист код, за повторенията.
```
@mixin
 
table-base
 
{

  
th
 
{

    
text-align
:
 
center
;

    
font-weight
:
 
bold
;

  
}

  
td,
 
th
 
{padding
:
 
2
px
}

}

#data
 
{

  
@include
 
table-base
;

}

```

Горният пример ще се компилира до:
```
#
data
 
th
 
{

  
text-align
:
 
center
;

  
font-weight
:
 
bold
;

}

#
data
 
td
,
 
#
data
 
th
 
{

  
padding
:
 
2
px
;

}

```

### Цикли
SASS позволява итериране на променливите, използвайки @for, @each и @while, които могат да се използват за прилагане на различни стилови елементи с едни и същи имена на class или id.
```
$squareCount
:
 
3
;

@for
 
$i
 
from
 
1
 
through
 
$squareCount
 
{

  
#square-
#{
$i
}
 
{

   
background-color
:
 
red
;

   
width
:
 
50
px
 
*
 
$i
;

   
height
:
 
120
px
 
/
 
$i
;

  
}

}

```

Горният пример ще се компилира до:
```
#
square-1
 
{

  
background-color
:
 
red
;

  
width
:
 
50
px
;

  
height
:
 
120
px
;

}

#
square-2
 
{

  
background-color
:
 
red
;

  
width
:
 
100
px
;

  
height
:
 
60
px
;

}

#
square-3
 
{

  
background-color
:
 
red
;

  
width
:
 
150
px
;

  
height
:
 
40
px
;

}

```

### Аргументи
Миксините също поддържат аргументи.
```
@mixin
 
left
(
$dist
)
 
{

  
float
:
 
left
;

  
margin-left
:
 
$dist
;

}

#data
 
{

  
@include
 
left
(
10
px
)
;

}

```

Горният пример ще се компилира до:
```
#
data
 
{

  
float
:
 
left
;

  
margin-left
:
 
10
px
;

}

```

### В комбинация
```
@mixin
 
table-base
 
{

  
th
 
{

    
text-align
:
 
center
;

    
font-weight
:
 
bold
;

  
}

  
td,
 
th
 
{padding
:
 
2
px
}

}

@mixin
 
left
(
$dist
)
 
{

  
float
:
 
left
;

  
margin-left
:
 
$dist
;

}

#data
 
{

  
@include
 
left
(
10
px
)
;

  
@include
 
table-base
;

}

```

Ще се компилира до:
```
#
data
 
{

  
float
:
 
left
;

  
margin-left
:
 
10
px
;

}

#
data
 
th
 
{

  
text-align
:
 
center
;

  
font-weight
:
 
bold
;

}

#
data
 
td
,
 
#
data
 
th
 
{

  
padding
:
 
2
px
;

}

```

## Наследяване на селектори
Докато CSS3 поддържа Document Object Model (DOM) йерархията, той няма да разреши наследяване на селектори. В Sass наследяването е постигнато чрез добавянето на линия вътре в блока код, като се използва ключовата дума @extend и референцията на другия селектор. Атрибутите на наследявания селектор, се добавят към текущия.
```
.error
 
{

  
border
:
 
1
px
 
#f00
;

  
background
:
 
#fdd
;

}

.error.intrusion
 
{

  
font-size
:
 
1
.3
em
;

  
font-weight
:
 
bold
;

}

.badError
 
{

  
@extend
 
.error
;

  
border-width
:
 
3
px
;

}

```

Горният пример ще се компилира до:
```
.
error
,
 
.
badError
 
{

  
border
:
 
1
px
 
#f00
;

  
background
:
 
#fdd
;

}

.
error
.
intrusion
,

.
badError
.
intrusion
 
{

  
font-size
:
 
1.3
em
;

  
font-weight
:
 
bold
;

}

.
badError
 
{

  
border-width
:
 
3
px
;

}

```

SASS поддържа и множествено наследяване.

## libSass
През 2012 на HTML5 Developer Conference, Хемтън Катлин обявява версия 1.0 на libSass, open-source C++ имплементация на SASS. Тя е разработена от Катлин, Арън Луинг и инженерния екип на Moovweb.
Целите на libSass дизайна са:
- производителност – разработчиците докладват десетократно увеличение на скоростта над това на Ruby имплементацията на SASS.[10]
- По-лесна интеграция – libSass прави интегрирането на SASS много по-лесно към друг софтуер. Преди libSass интеграцията на SASS към даден език или софтуерен продукт изисква Ruby интерпретатор. libSass е статично свързана библиотека с никакви външни зависимости и C-подобен интерфейс, което прави лесно неговото обвиване, директно към други езици за програмиране и инструменти. По-късно libSass се появява и в Node, Go и Ruby.[9]
- съвместимост – libSass има за цел бъдеща пълна съвместимост с официалната Ruby имплементация на SASS.[4]

## Интеграция в IDE
| IDE                     | Софтуер     | Уебсайт                                                                  |
| ----------------------- | ----------- | ------------------------------------------------------------------------ |
| Microsoft Visual Studio | Mindscape   | www.mindscapehq.com                                                      |
| Microsoft Visual Studio | SassyStudio | visualstudiogallery.msdn.microsoft.com                                   |
| Microsoft WebMatrix     |             | www.microsoft.com                                                        |
| Eclipse                 |             |                                                                          |
| IntelliJ IDEA           |             | www.jetbrains.com                                                        |
| RubyMine                |             | www.jetbrains.com                                                        |
| PhpStorm                |             | www.jetbrains.com                                                        |
| NetBeans                |             | plugins.netbeans.org Архив на оригинала от 2015-10-08 в Wayback Machine. |
| Emacs                   | SCSS Mode   | github.com                                                               |
| Vim                     | haml.zip    | www.vim.org                                                              |